# Die Zillerthaler
Die Zillerthaler ist ein Walzer von Johann Strauss (Sohn) (op. 30). Das Werk wurde am 5. August 1846, beim Tiroler-Fest, Klein-Tivoli, Obermeidling (Wien) unweit des Schlosses Schönbrunn erstmals aufgeführt.

## Einzelnachweis
1. ↑  Quelle: Englische Version des Booklets (Seite 41) in der 52 CDs umfassenden Gesamtausgabe der Orchesterwerke von Johann Strauß (Sohn), Hrsg. Naxos (Label). Das Werk ist als zweiter Titel auf der 13. CD zu hören.